# Broadway Gold
Broadway Gold is een Amerikaanse stomme film uit 1923, onder regie van Edward Dillon, met in de hoofdrollen Elaine Hammerstein, Elliott Dexter en Kathlyn Williams. De film is gebaseerd op het gelijknamig kortverhaal van W. Carey Wonderly uit 1922. Destijds werd de film in Nederland uitgebracht onder de titel Het mysterie in den nacht.

## Verhaal
Sunny Duane is een danseresje dat uit eten gaat met de rijke Cornelius Fellowes, die dezelfde avond vermoord wordt. Om niet verdacht te worden trouwt ze snel met een man die denkt dat hij gaat sterven en haar zijn fortuin wil nalaten. Hij herstelt, maar is hulpeloos verlamd. Wanneer Sunny op het punt staat om gearresteerd te worden voor de moord op Fellowes, bekent een oude geliefde de moord. Sunny's echtgenoot herstelt volledig en ze realiseert zich dat ze echt van hem houdt.

## Rolverdeling
| Acteur             | Personage          |
| ------------------ | ------------------ |
| Elaine Hammerstein | Sunny Duane        |
| Elliott Dexter     | Eugene Durant      |
| Kathlyn Williams   | Jean Valjean       |
| Eloise Goodale     | Elinor Calhoun     |
| Richard Wayne      | Cornelius Fellowes |
| Harold Goodwin     | Page Poole         |
| Henry A. Barrows   | Jerome Rogers      |
| Marshall Neilan    | The Driver         |